# Dolmen de Can Gol I
El Dolmen de Can Gol I es troba al Parc de la Serralada Litoral, a la Roca del Vallès,(Vallès Oriental) i fou declarat Bé cultural d'interès local.
Fou descobert l'any 1946 per Josep Estrada i l'Agrupació Excursionista de Granollers.

## Descripció
Es tracta del monument megalític més gran i complex del conjunt de la Ruta Prehistòrica proposada per l'Ajuntament de la Roca del Vallès.
És un dolmen del tipus gran galeria catalana, format per diverses lloses de granit i actualment situat dins del jardí d'una finca particular. La galeria feia uns 9 metres, conserva la llosa de capçalera però, malauradament, la coberta s'ha perdut. Se'n conserva part del túmul (de planta circular), el qual podria haver arribat als 15 m de diàmetre. L'entrada es troba orientada al sud. Amb les excavacions (fetes per A. Canyella) es van trobar eines, destrals de sílex, diferents tipus de ceràmica i un molar humà. La datació podria establir-se entre els anys 2500 i 2100 aC (neolític final i Calcolític).

## Accés

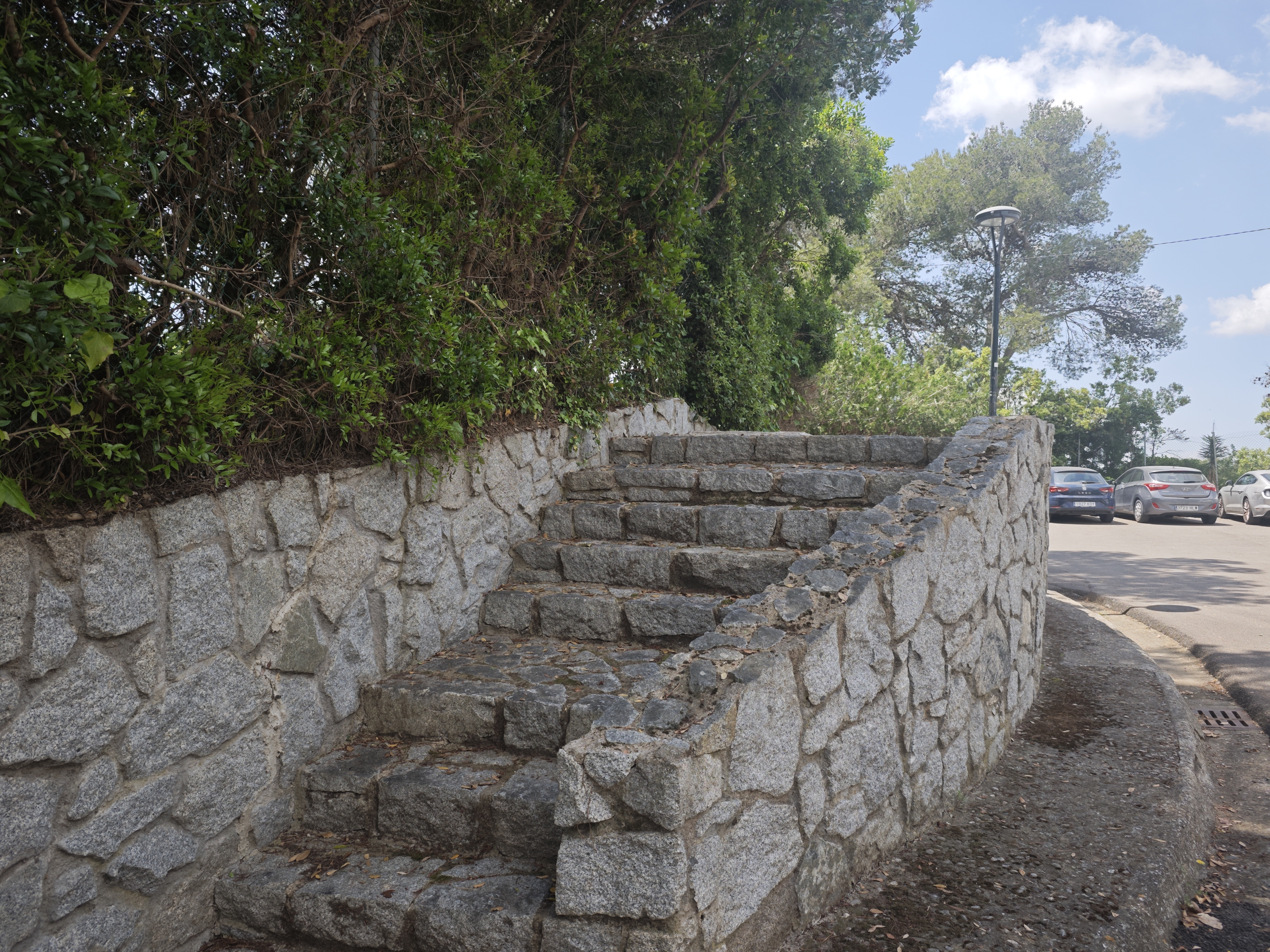
Dolmen de Can Gol I, accés

És ubicat a Vilanova del Vallès: a la carretera BV-5001, entre Vilanova del Vallès i la Roca del Vallès, anem fins al PK 23 i cerquem el cartell que indica Urbanizació La Pineda / Ruta Prehistòrica. Entrem a la urbanització i pugem fins al final del carrer de la Ruta Prehistòrica, que acaba en un cul-de-sac de forma circular. A la vorera hi ha unes escales adossades al mur i la tanca d'una propietat: són per a guaitar a l'interior del jardí i poder veure el dolmen a través de la tanca de tela metàl·lica.
Els propietaris han ajardinat el megàlit i van construir un mur de granit que ha seccionat el sector N. i N.N.W. del túmul.
Coordenades: x=442907 y=4601734 z=200.